# Leptostylus nordestinus
Leptostylus nordestinus är en skalbaggsart som beskrevs av Monné och Hoffmann 1981. Leptostylus nordestinus ingår i släktet Leptostylus och familjen långhorningar. Inga underarter finns listade i Catalogue of Life.